# Villarrando
Villarrando es una pedanía perteneciente al municipio de Carucedo, situado en El Bierzo con una población de 4 habitantes según el INE.
Está situado entre La Barosa y Carucedo.

## Demografía
Tiene 4 habitantes, 3 mujeres y 1 varón censados en el municipio.